# Pomax umbellata
Pomax umbellata là một loài thực vật có hoa trong họ Thiến thảo. Loài này được (Gaertn.) Sol. ex A.Rich. miêu tả khoa học đầu tiên năm 1834.